# Nabyla Maan
Nabyla Maan, pseudonimo di Nabyla Abdallaoui Maân (in arabo نبيلة عبدلاوي معن‎?; Fès, 6 dicembre 1987), è una cantante marocchina.

## Biografia
Nasce nel 1987 a Fès da un'antica famiglia borghese della città di origine morisca. Cresce nella città natale nel quartiere Bennani vicino alla zāwiya realizzata da un marabutto suo antenato giunto da al-Andalus. Nell'ambito dell'ambiente familiare, inizia ad apprendere l'arte musicale arabo-andalusa e frequenta la scuola di musica. Nel 2005 registra il suo primo album, D'nya. Da allora si afferma sul palcoscenico nazionale, esibendosi in tutto il Marocco e in Europa.

## Discografia parziale

### Album
- 2005 - D’nya
- 2009 - Ter el Ali